# Populus girinensis
Populus girinensis (лат.) — вид листопадных деревьев из рода Тополь семейства Ивовые (Salicaceae), встречается только на северо-востоке Китая.

## Распространение
Эндемик Китайской Народной Республики, произрастает на территории провинций Хэйлунцзян и Цзилинь.

## Ботаническое описание
Деревья до 12 м высотой, ствол диаметром до 45 см, покрыт бороздчатой корой. Крона удлинённо-яйцевидная. Ветви тонкие и опушённые. 
Почки липкие, опушённые или голые. 
Листья сидят на опушённом черешке, длина черешка 3—4 см. Листовая пластинка широко-яйцевидная или длинно-яйцевидная, размерами 6,5—9 на 2,8—6 см. Верх листа блестящий, более или менее опушённый по жилкам, нижняя сторона листа тускло-зелёная, вдоль жилок опушённая. Основание листовой пластинки почти сердцевидное или клиновидное, край слегка городчато-пильчатый, вершина коротко заострённая. 
Женские сережки длиной 10—14 см. Плод — продолговатая голая 3-створчатая коробочка, размером примерно 11 × 7 мм. 
Цветение наблюдается в апреле, плодоношение — в мае.

## Таксономия
Populus girinensis Skvortsov, The China Journal 10: 337, f. 7 (1929); 
et in T.N.Liou, Ill. Fl. Lign. Pl. N. E. China 551 (1958)
Типовой экземпляр был собран в Харбине.
Описавший растение Борис Васильевич Скворцов высказал предположение о гибридном происхождении вида, отнеся возникновение гибрида в окрестностях Харбина примерно к 1910 году.
Описаны подвиды, статус которых остается спорным, не признаются многими источниками:
- Populus girinensis var. girinensis
- Populus girinensis var. ivaschevitchii Skvortzov

## Комментарий
1. ↑  Возможно, видовой эпитет происходит от второго названия провинции Цзилинь — Гирин (англ. Jilin), тогда русское название вида должно выглядеть как Тополь гиринский.